# San Juan Bautista (Califórnia)
San Juan Bautista é uma cidade localizada no estado americano da Califórnia, no condado de San Benito. Foi incorporada em 4 de maio de 1896.

## Geografia
De acordo com o United States Census Bureau, a cidade tem uma área de 1,8 km², onde todos os 1,8 km² estão cobertos por terra.

### Localidades na vizinhança
O diagrama seguinte representa as localidades num raio de 24 km ao redor de San Juan Bautista.

## Demografia
Segundo o censo nacional de 2010, a sua população é de 1 862 habitantes e sua densidade populacional é de 1 012,57 hab/km². É a cidade menos populosa do condado de San Benito, porém é a que, em 10 anos, teve o maior crescimento populacional. Possui 745 residências, que resulta em uma densidade de 405,14 residências/km².